# NGC 4584
NGC 4584 (również PGC 42223 lub UGC 7803) – galaktyka spiralna z poprzeczką (SBa), znajdująca się w gwiazdozbiorze Panny. Odkrył ją Heinrich Louis d’Arrest 21 kwietnia 1862 roku. Należy do Gromady w Pannie.